# Temporada da Liga Grega de Basquetebol de 2018–19
A Liga Grega de Basquetebol de 2018-19 é a 79ª edição da máxima competição grega de basquetebol masculino, sendo a 26ª edição organizada pela Associação Helênica de Clubes (em grego:  Ελληνικός Σύνδεσμος Ανωνύμων Καλαθοσφαιρικών Εταιρειών, ΕΣΑΚΕ). A equipe do Panathinaikos Superfooods Atenas é o atual campeão e historicamente o maior campeão grego.

## Equipes Participantes
Após o término da época 2017-18, Koroivos e Trikala Aries foram rebaixados para a 2ª divisão por ocasião de serem os últimos na tabela, ao mesmo que Peristeri e o Holargos foram promovidos por seu desempenho esportivo.
| Equipe                | Localização     | Arena                       | Capacidade |
| --------------------- | --------------- | --------------------------- | ---------- |
| AEK                   | Marusi (Atenas) | OAKA                        | 18.500     |
| Aris                  | Salonica        | Nick Galis Hall             | 5.138      |
| Ifaistos Limnou       | Lemnos          | Nikos Samaras               | 1.260      |
| Kolossos              | Rodes           | Venetoklio Indoor Hall      | 1.242      |
| Peristeri             | Peristeri       | Arena Peristeri             | 4.000      |
| Kymis                 | Kymi            | Tasos Kabouris Kanithou     | 1.620      |
| Lavrio                | Lavrio          | Lavrio Indoor Hall          | 1.700      |
| Olympiacos            | Pireu           | Estádio da Paz e da Amizade | 11.640     |
| Panathinaikos         | Marusi (Atenas) | OAKA                        | 18.500     |
| Panionios             | Atenas          | Nea Smyrni Indoor Hall      | 2.000      |
| PAOK                  | Salonica        | Paok Sports Arena           | 8.162      |
| Promitheas Patras     | Patras          | Dimitris Tofalos Arena      | 4.150      |
| Rethymno Cretan Kings | Retimno         | Rethymno Indoor Hall        | 1.600      |
| Holargos              | Colargo         | Ginásio Antonis Tritsis     | 1.100      |

## Formato de Competição
Disputa-se Temporada Regular com as equipes enfrentando-se em casa e fora de casa, apurando os dois melhores que se classificam diretamente para os playoffs semifinais, os terceiro e quarto colocados para as quartas de finais e do quinto ao oitavo colocados para a primeira fase de playoffs.

## Primeira Fase

### Calendário Temporada Regular
| Casa\Visitante        | AEK    | ARI   | IFA   | KOL    | PER   | KYM   | LAV    | OLY    | PTK    | PAN     | PAO   | PAT   | CRE   | HOL    |
| --------------------- | ------ | ----- | ----- | ------ | ----- | ----- | ------ | ------ | ------ | ------- | ----- | ----- | ----- | ------ |
| AEK                   |        | 81-73 | 83-69 | 94-79  | 96-70 | 96-92 | 83-64  | 67-76  | 72-104 | 73-62   | 91-71 | 83-62 | 82-62 | 73-63  |
| Aris                  | 77-81  |       | 65-54 | 75-81  | 62-68 | 95-60 | 84-70  | 64-68  | 70-84  | 79-56   | 58-62 | 66-65 | 81-87 | 58-59  |
| Ifaistos Limnou       | 74-87  | 73-64 |       | 82-76  | 77-73 | 81-74 | 80-76  | 53-73  | 62-84  | 86-64   | 80-79 | 82-67 | 77-80 | 72-70  |
| Kolossos              | 69-106 | 61-72 | 60-78 |        | 77-84 | 97-90 | 76-80  | 67-86  | 78-88  | 106-109 | 60-75 | 68-83 | 74-63 | 75-81  |
| Peristeri             | 83-80  | 81-61 | 89-81 | 73-70  |       | 94-93 | 87-78  | 81-76  | 80-72  | 74-71   | 86-65 | 79-86 | 80-64 | 71-62  |
| Kymis                 | 67-78  | 75-57 | 90-83 | 91-86  | 56-87 |       | 89-88  | 74-77  | 62-87  | 92-82   | 73-90 | 86-82 | 77-84 | 57-66  |
| Lavrio                | 94-100 | 70-73 | 96-76 | 74-70  | 83-55 | 86-68 |        | 76-81  | 55-80  | 90-60   | 64-77 | 73-85 | 93-94 | 76-69  |
| Olympiacos            | 101-75 | 76-67 | 83-46 | 95-74  | 92-69 | 92-69 | 102-63 |        | 0-20   | 98-72   | 80-59 | 86-59 | 84-60 | 88-78  |
| Panathinaikos         | 111-79 | 85-65 | 93-65 | 95-68  | 80-75 | 0-20  | 108-63 | 79-70  |        | 96-71   | 89-51 | 87-76 | 88-64 | 86-64  |
| Panionios             | 78-74  | 70-66 | 76-93 | 88-80  | 77-75 | 89-93 | 101-91 | 65-101 | 67-88  |         | 69-73 | 60-74 | 88-72 | 90-110 |
| PAOK                  | 88-79  | 95-79 | 73-75 | 79-83  | 87-73 | 78-60 | 99-88  | 68-78  | 83-93  | 83-73   |       | 81-56 | 81-64 | 80-73  |
| Promitheas Patras     | 79-69  | 71-61 | 73-68 | 101-95 | 73-76 | 94-61 | 71-63  | 77-80  | 69-86  | 104-67  | 82-59 |       | 86-81 | 86-61  |
| Rethymno Cretan Kings | 57-66  | 74-76 | 82-85 | 93-67  | 83-73 | 78-64 | 72-77  | 58-92  | 75-87  | 65-72   | 78-88 | 72-73 |       | 83-76  |
| Holargos              | 70-81  | 76-63 | 65-62 | 74-60  | 75-76 | 73-66 | 82-71  | 68-73  | 64-81  | 74-73   | 74-68 | 57-69 | 66-61 |        |

### Classificação Fase Regular
| Pos. | Clube                 | P  | J  | V-D     | Casa   | Fora   | P+ -P-      | SP   | Classificação |
| ---- | --------------------- | -- | -- | ------- | ------ | ------ | ----------- | ---- | ------------- |
| 1    | AEK                   | 44 | 26 | 18 - 8  | 11 - 2 | 7 - 6  | 2129 - 1995 | 134  | Playoffs      |
| 2    | Peristeri             | 43 | 26 | 17 - 9  | 12 - 1 | 5 - 8  | 2009 - 1977 | 32   | Playoffs      |
| 3    | Panathinaikos         | 43 | 26 | 24 - 2  | 12 - 1 | 12 - 1 | 2151 - 1668 | 483  | Playoffs      |
| 4    | Promitheas Patras     | 42 | 26 | 16 - 10 | 10 - 3 | 6 - 7  | 2003 - 1907 | 96   | Playoffs      |
| 5    | PAOK                  | 41 | 26 | 15 - 11 | 9 - 4  | 6 - 7  | 1992 - 1955 | 37   | Playoffs      |
| 6    | Olympiacos            | 40 | 26 | 23 - 3  | 12 - 1 | 11 - 2 | 2108 - 1708 | 400  | Rebaixado     |
| 7    | Ifaistos Limnou       | 39 | 26 | 13 - 13 | 9 - 4  | 4 - 9  | 1914 - 1995 | -81  |               |
| 8    | Holargos              | 38 | 26 | 12 - 14 | 8 - 5  | 4 - 9  | 1850 - 1899 | -49  |               |
| 9    | Aris                  | 34 | 26 | 8 - 18  | 5 - 8  | 3 - 10 | 1811 - 1883 | -72  |               |
| 10   | Rethymno Cretan Kings | 34 | 26 | 8 - 18  | 4 - 9  | 4 - 9  | 1906 - 2053 | -147 |               |
| 11   | Panionios             | 34 | 26 | 8 - 18  | 6 - 7  | 2 - 11 | 1950 - 2210 | -260 |               |
| 12   | Kymis                 | 34 | 26 | 8 - 18  | 6 - 7  | 2 - 11 | 1899 - 2100 | -201 |               |
| 13   | Lavrio                | 33 | 26 | 7 - 19  | 5 - 8  | 2 - 11 | 1997 - 2123 | -126 | Rebaixados    |
| 14   | Kolossos              | 31 | 26 | 5 - 21  | 2 - 11 | 3 - 10 | 1958 - 2204 | -246 | Rebaixados    |

## Playoffs

#### Quartas de final
| Time 1            | Série | Time 2          | 1º Jogo | 2º Jogo | 3º Jogo |
| ----------------- | ----- | --------------- | ------- | ------- | ------- |
| AEK               | 2 - 1 | Holargos        | 84 - 62 | 72 - 88 | 88 - 75 |
| Promitheas Patras | 2 - 0 | PAOK            | 81 - 66 | 76 - 68 |         |
| Peristeri         | 2 - 1 | Ifaistos Limnou | 84 - 81 | 71 - 77 | 74 - 64 |
| Panathinaikos     | 1 - 0 | Olympiacos      | 20 - 0  |         |         |

#### Semifinal
| Time 1    | Série | Time 2            | 1º Jogo | 2º Jogo | 3º Jogo | 4º Jogo | 5º Jogo |
| --------- | ----- | ----------------- | ------- | ------- | ------- | ------- | ------- |
| AEK       | 2 - 3 | Promitheas Patras | 83 - 82 | 65 - 74 | 88-60   | 54 - 70 | 84 - 85 |
| Peristeri | 0 - 3 | Panathinaikos     | 68 - 91 | 66 - 86 | 75 - 82 |         |         |

#### Decisão de terceiro lugar
| Time 1     | Série | Time 2    | 1º Jogo | 2º Jogo | 3º Jogo | 4º Jogo | 5º Jogo |
| ---------- | ----- | --------- | ------- | ------- | ------- | ------- | ------- |
| AEK Atenas | 3 - 1 | Peristeri | 66 - 67 | 71 - 79 | 91 - 83 | 83 - 82 |         |

#### Final
| Time 1            | Série | Time 2        | 1º Jogo  | 2º Jogo | 3º Jogo  | 4º Jogo | 5º Jogo |
| ----------------- | ----- | ------------- | -------- | ------- | -------- | ------- | ------- |
| Promitheas Patras | 0 - 3 | Panathinaikos | 77 - 103 | 80 - 92 | 77 - 111 |         |         |

### Premiação
| Liga Grega de 2018-19           |
| ------------------------------- |
| Panathinaikos Atenas 37º Título |

## Clubes gregos em competições internacionais
| Clube             | Competição            | Resultado                                                      |
| ----------------- | --------------------- | -------------------------------------------------------------- |
| Olympiacos        | EuroLiga              | Nono colocado Temporada Regular (15v-15d)                      |
| Panathinaikos     | EuroLiga              | Eliminado nas Quartas de finais por Real Madrid (16-14)        |
| AEK Atenas        | Liga dos Campeões     | Eliminado nas Quartas de finais por Brose Bamberg (12v-2d)     |
| PAOK Salónica     | Liga dos Campeões     | Eliminado nas Oitavas de Finais por AEK Atenas(8v-6d)          |
| Promitheas Patras | Liga dos Campeões     | Eliminado nas Oitavas de Finais por Iberostar Tenerife (8v-6d) |
| Lavrio            | Copa Europeia         | Eliminado na Primeira Eliminatória por Dnipro (82-73;58-76)    |
| Aris              | Copa Europeia         | Terceiro colocado Grupo G (3v-3d)                              |
| AEK Atenas        | Copa Intercontinental | Campeão (1º título)                                            |